# Podoctinae
Sous-famille
Les Podoctinae sont une sous-famille d'opilions laniatores de la famille des Podoctidae. Podoctis est le genre type.

## Distribution
Les espèces de cette sous-famille se rencontrent en Asie et en Afrique.

## Liste des genres
Selon le World Catalogue of Opiliones (01/07/2021) :
- Baramella Roewer, 1949
- Baramia Hirst, 1912
- Baso Roewer, 1923
- Basoides Roewer, 1949
- Bistota Roewer, 1927
- Bonea Roewer, 1914
- Borneojapetus Özdikmen, 2006
- Centrobunus Loman, 1902
- Dongmoa Roewer, 1927
- Eupodoctis Roewer, 1923
- Eurytromma Roewer, 1949
- Gaditusa Roewer, 1949
- Hoplodino Roewer, 1915
- Idjena Roewer, 1927
- Idzubius Roewer, 1949
- Laponcea Roewer, 1936
- Lejokus Roewer, 1949
- Lundulla Roewer, 1927
- Metapodoctis Roewer, 1915
- Neopodoctis Roewer, 1912
- Oppodoctis Roewer, 1927
- Peromona Roewer, 1949
- Podoctellus Roewer, 1949
- Podoctis Thorell, 1890
- Podoctomma Roewer, 1949
- Podoctops Roewer, 1949
- Pumbaraius Roewer, 1927
- Sibolgia Roewer, 1923
- Stobitus Roewer, 1949
- Tandikudius Roewer, 1929
- Trencona Roewer, 1949
- Trigonobunus Loman, 1894
- Tryssetus Roewer, 1936
- Vandaravua Roewer, 1929

## Publication originale
- (de) Roewer, « Die Familien der Assamiiden und Phalangodiden der Opiliones-Laniatores. (= Assamiden, Dampetriden, Phalangodiden, Epedaniden, Biantiden, Zalmoxiden, Samoiden, Palpipediden anderer Autoren) », Archiv für Naturgeschichte, a, vol. 78, no 3,‎ 1912, p. 1–242 (lire en ligne).